# Sorkuncak, Eğirdir
Sorkuncak là một xã thuộc huyện Eğirdir, tỉnh Isparta, Thổ Nhĩ Kỳ. Dân số thời điểm năm 2011 là 962 người.